# Middle Wallop Airfield

i7
i11
i13
Das Army Air Corps Middle Wallop Airfield (ICAO-Code: EGVP) ist ein Militärflugplatz der britischen Armee bei Middle Wallop im südenglischen Hampshire, gelegen zirka zehn km südwestlich von Andover sowie 25 km nördlich von Southampton. Der Stützpunkt war früher eine Basis der Royal Air Force (RAF). Heute beherbergt er Hauptquartier und Trainingszentrum der Heeresflieger.

## Geschichte

### RAF Middle Wallop / RNAS Middle Wallop
Das Gelände für den Flugplatz, heute der größte Gras-Flugplatz Englands, wurde in der Zeit der Aufrüstung im Vorfeld des Zweiten Weltkrieges 1938 vom britischen Luftfahrtministerium erworben. Die Bauarbeiten begannen jedoch erst nach Kriegsausbruch im November 1939 und bereits am 16. April 1940 wurde die Royal Air Force Station Middle Wallop, kurz RAF Middle Wallop eröffnet.
Während der Luftschlacht um England war die Station Basis von Hurricanes und Spitfires des RAF Fighter Commands und wiederholt Ziel von Luftangriffen der deutschen Luftwaffe.
Im Zuge der Vorbereitungen der Invasion wurde RAF Middle Wallop ab November 1943 eine Basis 
von P-38 und P-51 Fotoaufklären der Ninth Air Force der United States Army Air Forces (USAAF). Nach Beginn der Invasion verlegten die US-Aufklärer nach Frankreich.
Die Basis wurde anschließend an die RAF zurückgegeben und war ab Juli 1944 für sechs Monate Stützpunkt einer Mosquito Nachtjagd-Staffel der Royal Canadian Air Force. Anschließend übernahm die Royal Navy den Flugplatz als Royal Naval Air Station Middle Wallop, kurz RNAS Middle Wallop und bezeichnete die Einrichtung als HMS Flycatcher. Bereits im folgenden Jahr kam die Station jedoch erneut unter das Kommando der RAF und wurde ab September 1946 nochmals Heimat einer Spitfire-Staffel, die im April 1948 auf die Meteor umrüstete und die Basis im Mai 1950 verließ.
Parallel hatte bereits 1947 der Schulbetrieb für die sogenannten Air Observation Post (AOP) Einheiten in RAF Middle Wallop begonnen, anfangs nur mit Flächenflugzeugen, später kamen auch erste Hubschrauber hinzu. Die Beobachtungsstaffeln und das Schulregiment für Lastensegler inklusive der Schule in Middle Wallop wurden schließlich 1957 in das neuaufgestellte Army Air Corps überführt.

### Middle Wallop Airfield
Am 1. September 1957 wurde das Army Air Corps aufgestellt und aus der bisherigen Light Aircraft School der RAF entstand das Army Air Corps Centre. Aufgrund der Nähe zum großen Truppenübungsplatz auf der Salisbury Plain hatte sich die Armee frühzeitig dazu entschlossen, in Middle Wallop ihre Flugschule für die zukünftig zu nutzenden Hubschrauber aufzubauen. Eine Helikoptererprobungseinheit des Heeres war bereits 1954 in RAF Middle Wallop eingetroffen.
Die Funktion als Trainingszentrum für die britischen Heeresflieger hat Middle Wallop bis heute erhalten. Zusätzlich befindet sich hier seit 1987 das "Museum of Army Flying".

## Heutige Nutzung
Nach einer Umorganisation innerhalb des Army Air Corps (AAC) im Jahr 2009 beheimatet Middle Wallop heute (2022) das 2. und das 7. (Trainings-)Regiment des AAC sowie das Army Aviation Centre. Die beiden fliegenden Staffeln, eine ist mit Wildcat, Gazelle und Bell 212 und die andere mit Apache ausgerüstet, unterstehen dem 7. Regiment, während das 2. für die Ausbildung von Bodenpersonal verantwortlich ist. 
Darüber hinaus befindet sich am Rande des Geländes das Museum der britischen Heeresflieger (Museum of Army Flying).